# Danh sách tập truyện Doraemon bóng chày
Dưới đây là danh sách tập truyện Doraemon Bóng chày.

## Danh sách
| # | Ngày phát hành | ISBN          |
| --- | -------------- | ------------- |
| 1 | —              | 4091428517    |
| Ở thế kỉ 22,Doras vốn là một đội bóng nghiệp dư chưa từng thắng lấy một trận từ khi thành lập. Đội trưởng Kuroemon rất tức tối với kết quả thảm hại này. Sau khi Doraemon rời đội vì phải chăm lo cho Nobita, Kuroemon đã tìm được Hiroshi thay thế vị trí ném bóng. Cú ném của Hiroshi tuy mạnh nhưng khả năng điều khiển bóng rất tồi. Dù vậy cả đội đã nỗ lực hết mình và giành được trận thắng đầu tiên trước đội Mongas. Kuroemon gặp lại bạn cũ Shiroemon và bị cười nhạo. Cậu quyết chí dẫn toàn đội lên đảo hoang luyện tập cả tháng trời nhằm nâng cao trình độ để đủ sức tham dự giải đấu Big Dome Cup. Phần ngoại truyện sẽ là giới thiệu về một số luật cơ bản của bóng chày. |                |               |
| 2 | —              | 4091428525    |
| Sau 1 tháng khổ luyện trên đảo hoang, các thành viên đội Doras đã tiến bộ trông thấy. Họ vượt qua vòng loại và được thi đấu tại giải đấu Big Dome Cup. Đối thủ đầu tiên của Doras là Yamada Bears, một đội vô cùng khó chơi. Sau lượt đấu phụ căng thẳng, Doras giành quyền vào vòng sau. Guriemon vì theo đuổi ước mơ riêng của mình nên đành từ biệt đội bóng. Doras đang trong tình thế khó khăn thì gặp Chibiemon-một robot bị bỏ rơi và được cứu, một robot chưa biết bóng chày là gì nhưng rất có tiềm năng. Nhờ Chibiemon mà Doras thắng đội Bousou Turtles của Dora Ichiro và vào được vòng trong để đấu với đội Arakawa Whiters của Shiroemon. Để hóa giải được cú ném hình zíc zắc của Shiroemon, Kuroemon đến nhờ Pokoemon đội trưởng đội Yamada Bears giúp đỡ. |                |               |
| 3 | —              | 4091428533    |
| Sau khi được Pokoemon giúp đỡ,Kuroemon quay về sân Big Dome để thi đấu trận tứ kết và ngay lúc đó đội Doras dẫn 4-0 Whiters-khiến cả đội Whiters xích mích.Kuro đã ra tuyệt chiêu cú đánh xắt củ cải và hóa giải cú ném Ziczac tuy nhiên Komatsugawa đã cứu bóng,chính điều đó khiến Shiroemon nhận ra hơn về việc đoàn kết của đội bóng trong một thời gian khó khăn. Trận đấu giữa đội Edogawa Doras và Arakawa Whiters diễn ra rất gây cấn, trong quá trình đó, Kuro đã tìm ra cách hóa giải quả bóng trắng của Shiro. Đúng lúc đó lại xuất hiện thêm 1 cầu thủ đến từ Mỹ tên là Drump, đã gợi ý cho Shiro cải tiến cú ném Ziczac và đã mời Shiro tham gia đội Devil Kings nhưng Shiro đã từ chối.Drump tức giận và cố gắng hãm hãi cậu.Và đó cũng là nguyên nhân gián tiếp việc Shiro đã bị thương Sau các hiệp đấu, vai của Shiroemon chấn thương còn nặng hơn. Trong tập này cũng nhờ vào Chibiemon mà đội Doras đã có cơ hội gỡ điểm lại để cuối cùng giành chiến thắng với tỉ số 7-6.Tuy nhiên,sau trận tứ kết,Doras cũng không thể lọt vào chung kết và đành phải đứng vị trí top 4 chung cuộc. |                |               |
| 4 | —              | 4091428541    |
| Tuy là vậy,nhưng sau trận tứ kết đầy mất sức trước Whiters ,Doras cũng không thể lọt vào chung kết và đành phải đứng vị trí top 4 chung cuộc.Sau khi Drump cố tình làm Shiroemon bị chấn thương, Shiroemon không thể chơi bóng được nữa. Kuro đã thách đấu với Drump để chữa trị cho Shiro. Theo thỏa thuận, nếu Kuroemon thua thì phải gia nhập vào đội Devil Kings của Drump. Trận đấu diễn ra vô cùng khó khăn cho đội Doras vì đội Devil được tập hợp từ những cầu thủ giỏi nhất ở Mỹ. Với cú ném chữ Queen, Drump đã làm bó tay các cầu thủ đội Doras. Vai của Hiroshi vô tình bị thương nên Pokoemon (đội trưởng đội Yamadera Bear) đã thay thế vai trò ném bóng. |                |               |
| 5 | —              | 409142855X    |
| Với quyết tâm cao độ và ý chí kiên cường, Kuroemon đã phá được quả bóng Queen ma thuật của Drump và vai của Shiroemon cũng đã được chữa khỏi. Drump cũng được gặp lại người bạn cũ của mình là Beibu. Cuối cùng, cả đội Doras đã giành chiến thắng với tỉ số 6-5. Đúng lúc này có 1 giải đấu diễn ra mang tên giải con bọ hung- Kabutomusi cup, và cũng lúc này đội Doras có 1 thành viên muốn xin gia nhập đội tên là Mikeemon. Mikeemon đã được công nhận là thành viên đội Doras và thay thế cho vị trí của Hyoroemon (vị trí đầu).Điều đó khiến cả Doras nảy sinh ra mẫu thuẫn về việc cho Hyoroemon dự bị. |                |               |
| 6 | —              | 4091428568    |
| Tại giải Kabutomusi cup,đội Doras nằm ở vị trí D-bảng Bọ Xít và đấu với Hokkai Snow Fox ởvị trí C,còn đội Whiters nằm vị trí C-bảng Bọ Dừa và đấu với Akane Flyer ởvị trí D. Đội Arakawa Whiters của Shiro đã thất bại dưới tay đội Akane Flyers. Kuro quyết tâm trả thù cho Shiro vì đội trưởng đội Akane là Amoll chỉ thích dùng thủ đoạn để giành chiến thắng và Mikeemon là quân bài đầu tiên của Amoll nhắm loại bỏ đội Doras. Tuy nhiên sau đó Mikeemon đã bị phát hiện và bị đuổi khỏi đội Doras lẫn đội Akane. Sau đó do biết hối lỗi, Mike lại được nhận vào đội Đoras. Trận đầu tiên ra quân của đội Doras đã cho Kuro gặp lại Guriemon (tập 2). Guri cũng là do Amoll dùng thủ đoạn, cướp mất con chuột Gusa và bắt buộc Guri phải thi cho đội Hokkai Snow Fox. Nhưng nhờ Mike đã lấy lại được con chuột nên cuối cùng phần thắng thuộc về đội Doras với tỉ số 8-7.Ở trận sau đó,đội Doras thắng Ayaushi Lions một cách dễ dàng(có một chút tiểu xảo hiệp cuối) với tỉ số 8-0.Ở diễn biến khác,Flyers thắng Rockets hủy diệt 13-0 để tiến thẳng bán kết.Tại đây,Kuro và Amoll có trận solo 1 pha bóng duy nhất,điều đó khiến Kuro bất ngờ về vũ khí đặc biệt của Amoll. |                |               |
| 7 | —              | 4091428576    |
| Ở tập 6, Kuro và Amoll đã có 1 cuộc tranh tài và người thắng là Amoll với cú ném con chuồn chuồn.Điều đó khiến Kuro và toàn đội mất tập trung ở trận bán kết với Kunukiyama Bugs.Mặc dù vậy,trải qua nhiều khó khăn, đội Doras cuối cùng cũng vào được trận chung kết với đội Akane Flyers với chiến thắng 8-2(có phần may mắn vì HLV đội bạn lãnh một pha vung gậy vào mặt từ Chibiemon). Ở tập này, có nêu lý do Amoll buộc phải thắng bằng mọi giá để được tiếp tục chơi bóng chày, nếu không sẽ phải giải nghệ vĩnh viễn. Đội Doras đã tìm ra cách hóa giải cú ném con chuồn chuồn và chuồn chuồn ớt của Amoll (nhờ chiếc chuông sao chép của Mikeemon). Mặc dù vậy,trận chung kết luôn khó khăn cho Doras,bị Mikeemon chỉ sai về điểm yếu đều bị khống chế đến cả việc Mikeemon bị coi là gián điệp của Flyers,thậm chí phải chịu nhiều chiêu thức ném bóng của Amoll khiến cả đội bị lục đục;nhưng sau tình huống cứu bóng của Hyoro khiến cậu bị thương,cả đội đã lên tinh thần trở lại và tin tưởng nhiều hơn. Khi trận đấu diễn ra quyết liệt,bỗng nhiên huấn luyện viên Dora Nosuke xuất hiện bên phía khu vực kỹ thuật của Doras và nói rằng chỉ có ông ấy mới có thể hóa giải được cú ném con chim ruồi nếu như đội Doras nhận ông làm HLV. Kuro cũng muốn hóa giải nên đành chấp nhận lời đề nghị này. Ông chỉ cho Kuro về cách hóa giải con chim ruồi và cuối cùng Kuro đã thành công,tỉ số cũng được rút ngắn |                |               |
| 8 | —              | 4091428584    |
| Sau cú ném chim ruồi bị phá sản,Amoll đã không thể chịu được về cảm xúc nên đã mất kiểm soát và liên tục có những pha bóng lỗi.Điều đó khiến Kuro không thể chấp nhận về thái độ bạc nhược của Amoll nên đã xông vào cho cậu ta một bài học.Phải đến khi tất cả căn ngăn thì trận đấu trở lại bình thường. Nhờ quyết tâm hết mình, đội Doras đã giành thắng lợi với tỉ số 6-5. Trong tập này Mike đã lập công lớn nhờ hóa giải cú ném con chuồn chuồn của Amoll, mặc dù trước đó đã bị đội Doras nghi ngờ là gián điệp. Nghĩ rằng mình sẽ phải giã từ bóng chày vĩnh viễn nhưng ông chủ của Amoll đã quyết định cho cậu tiếp tục chơi bóng chày. Sau khi vô địch Kabutomusi cup,mục tiêu cả đội là giải Big Dome lần thứ 32.Tuy nhiên ,một số thành viên đã lơ là và không coi trọng về việc tập luyện cho giải đấu sắp tới. Điều này khiến HLV Nosuke không hài lòng và quyết định lập một đội dự bị. Có một số thành viên đến xin gia nhập đội và được HLV Dora Nosuke nhận vào đội Doras dự bị. Sau đó, vì toàn đội Doras(chính thức) không chấp nhận đội Doras dự bị nên cả hai đội quyết định thi đấu với nhau để giành quyền tham gia giải Big Dome bằng cách thi chạy đua,chọn 9 người để có suất chính thức |                |               |
| 9 | —              | 4091428592    |
| Cuộc đua tranh khá quyết liệt giữa 2 bên,có nhiều khó khăn và thử thách với những thử thách của HLV đưa ra và cuối cùng trong đội hình chính của Doras,chỉ có mỗi Kuro đã bị loại và rơi vào tay của Sukuro(vì trước đó cậu giúp đỡ Bubuta).Cùng lúc đó,HLV Dora Nosuke cũng được chứng kiến cảnh đội bóng Whiters tập luyện với nhiều bài tập khắc nghiệt. Sau đó, Kuro được HLV xếp vào đội tuyển dự bị. Hyoro cùng với đồng đội để ý rằng Kuro không cảm thấy buồn sau khi biết mình bị loại.Cho đến khi Trận chung kết đã đến,nhưng điều không may đã xảy ra.Cả đội hình chính đột nhiên bị đau bụng nên đội dự bị được ra sân thi đấu. Sau vài hiệp đầu, thấy đội dự bị không thể thi đấu tiếp tục nên HLV Dora Nosuke quyết định tung ra đội hình chính và Kuro cũng được quay trở lại đội hình chính. Nhờ sự giúp đỡ của Drump, Kuro đã bắt đầu tìm ra cách đánh quả bóng Ziczac theo bậc thang minh tiến của Shiro. |                |               |
| 10 | —              | 409140068X    |
| Cuối cùng, Kuro đã tìm được cách đánh quả bóng Ziczac theo bậc thang minh tiến của Shiro. Thế nhưng cuối cùng đội đã thua với tỉ số 1-0 nghiêng về đội Arakawa Whiters. Tuy nhiên, Shiro hoàn toàn thất vọng vì cú ném của mình đã bị Kuro hóa giải. Sau đó, Shiro đã từ chối tham gia giải chuyên nghiệp. Và Kuro đã có 1 trận đấu ngoài ý muốn với đội Edogawa Boros do Retsu (bạn của Hiroshi) là đội trưởng. Trận đấu đang diễn ra thì con robot do Retsu sửa chữa bất ngờ xuất hiện và muốn thi đấu với đội Doras, đặc biệt là Kuro. Đúng lúc này con robot Borosuke va phải Pyokoemon (vị trí số 2), Retsu đã lợi dụng chuyện đó, đem những chi tiết của Pyoko ghép cho Borosuke. |                |               |
| 11 | —              | 4091401848    |
| Trong tập này xuất hiện 1 NV đặc biệt là Ronaemon đến từ Brazil, mong được so tài với Kuro. Kuro đã giành chiến thắng trước đội Boros với tỉ số 3-2. Rona đã dùng tủ điện thoại yêu cầu, kết hợp bóng chày và bóng đá làm 1 và thách đấu với đội Doras. Trận đấu được diễn ra trên sân Big Dome. Lúc đầu, đội Canasia của Rona dẫn trước với tỉ số 1-0. |                |               |
| 12 | —              | 4091402798    |
| Với sự xuất hiện của anh em Robi-Roroemon, đội Đoras gặp rất nhiều khó khăn, Hiroshi đã phải rời sân sau khi lãnh 1 thẻ đỏ. Lúc này, Toremon (vị trí trung tâm) đã phải thay thế vị trí của Hiroshi và phải chọn lựa môn thể thao mà mình sẽ chơi. Cuối cùng, đội Doras đã chiến thắng với tỉ số 3-2. Kuro được ông King Sadahal, vua bóng chày mời tham gia giải WABC (World Animater Baseball Classic)-giải bóng chày nghiệp dư thế giới, cả Hyoroemon (vị trí đầu) cũng được chọn. Sau đó, chính Shiro đã đề cử Hiroshi với ông King Sadahal và cuối cùng Hiroshi đã được chọn vào đội tuyển. [Danh sách đội tuyển Nhật Bản: 0-Pokoemon (Yamadera Bears) 1-Shiroemon (Arakawa Whiters), 2-Hirai (Arakawa Whiters), 3-Kinuemon (Tetsujin Gundan), 4-Komatsugawa (Arakawa Whiters), 5-Kuroemon (Edogawa Doras), 6-Oreemon (Akita Orions), 11-Hiroshi (Edogawa Doras), 18-Amoll (Akane Flyers), 22-Retsu (Edogawa Boros), 33-Hyoroemon (Edogawa Doras), 51-Đora Ichiro (Boso Title), 55-Mazui (Ishigawa Yankees), 89-King Sadahal (HLV)]. |                |               |
| 13 | —              | 4091403476    |
| Trên đường đến sân bay, Hiroshi bất ngờ bị 1 tai nạn giao thông và bị gãy tay, không thể nào tham gia giải WABC được, Kuro vì Hiroshi, suýt không tham gia giải đấu nhưng nhờ những người bạn, Kuro đã quyết tâm thi đấu và giành chiếc cúp vàng về cho Hiroshi. Trận đầu tiên diễn ra giữa đội Nhật và Anh, đội trưởng đội Anh là 1 cô gái rất tài năng. Đúng lúc đó giữa Amoll và Oreemon xảy ra tranh cãi nhưng cuối cùng đội vẫn giành chiến thắng trước tuyển Anh với tỉ số 7-5. Tiếp theo là trận đấu giữa Nhật và Úc, tuyển Úc có một con gấu Kaola rất đặc biệt, có thể đọc được suy nghĩ của mọi người nhưng nó đã bó tay trước Kuro. |                |               |
| 14 | —              | 4091404197    |
| Qua nhiều khó khăn, tuyển Nhật đã bỏ khá xa tuyển Úc, vào lúc này Shiro lại ném những quả bóng không hiệu quả như mọi ngày, trong đó có 1 quả bóng chết. Mặc dù vậy nhưng Hiroshi đã tìm ra khuyết điểm và giúp Shiro nhận ra khuyết điểm đó. Cuối cùng, đội đã giành chiến thắng 6-5 trước tuyển Úc. Sau đó, Hiroshi và các bạn cùng sang Mỹ để cổ vũ cho tuyển Nhật (nói thêm là Hiroshi đã bị gạch tên khỏi danh sách để Suzuemon [cầu thủ chạy chỗ của đội Doras] thay thế). Vào những hiệp cuối của trận đầu với Cuba, tuyển Nhật đã bị dẫn trước 10 điểm. Nhờ sự quyết tâm của cả đội mà tỉ số đã là 10-8 nghiêng về Cuba. Thế nhưng vào những giây cuối cùng Kuro đã để lỡ cơ hội của mình để được thi đấu với tuyển Mỹ. |                |               |
| 15 | —              | 4091405460    |
| May mắn cho đội Nhật khi tay bắt bóng của đội Cuba đã bắt không dính bóng. Và ở lượt ném cuối cùng của đội Cuba, Kuro đã sử dụng tư thế đánh 1 chân mà King Sadahal hướng dẫn để kết thúc trận đấu và bước vào trận chung kết gặp đội Mỹ. Trước khi trận chung kết bắt đầu, Hiroshi đã đưa Kuro đến một cây đá khổng lồ và bảo cậu dùng cây kiếm siêu sắc chặt đứt nó. Qua nhiều nỗ lực, cuối cùng Kuro đã hoàn thiện tư thế đánh bóng một chân của mình để thi đấu trận chung kết. Trong trận chung kết ngoài Drump với cú giao bóng:"Royal Straight Flash" còn có một nhân vật nữa tên là Spider cũng là một đối thủ đáng gờm với Kuro và đội tuyển Nhật. |                |               |
| 16 | —              | 9784091405463 |
| Trong lúc trận đấu đang gay cấn thì Komas của đội Akarawa Whiters lại mắc lỗi để mất 1 điểm, sau đó nhờ sự động viên của Hirai mà cậu đã có một cú phát bóng chính xác làm bung găng của Aimond. Kuro lúc này đã hoàn thiện kĩ năng đánh bóng một chân và đã hóa giải được cú Royal Straight Flash của Drump nhưng quả bóng cậu đánh ra đã bị Spider bắt lại. Kết quả trận đấu là đội Mỹ đã vô địch WABC với tỉ số 4-2, trong đó có công lớn của Aimond. |                |               |
| 17 | —              | 9784091407924 |
| Dù được các câu lạc bộ khắp nước Mỹ săn đón nhưng Aimond quyết định quay về đội Edogawa Doras và cùng đội tham dự Japan Tournament Cup. Đối thủ đầu tiên của đội là Boso Turtles cùng với siêu cầu thủ Dora Ichiro và đã có một trận thắng nhọc nhằn trước đối thủ. Lúc này, một siêu cầu thủ ném bóng tên là Monta của đội Chùa Yamaokuyama dần dần lộ diện. |                |               |
| 18 | —              | 9784091408471 |
| Đội Doras được đưa nhầm đến một sân bóng đã có 2 đội chờ sẵn và được King Sadahal cho thi đối ở một sân bóng khác. Lúc này đội Doras phải đối đầu với đội Iriomote Mangroves và đã có chiến thắng dễ dàng nhờ công của Hyoroemon. Trận đấu thứ ba của đội tại giải đấu là với đội Akita Oreon nhưng đúng lúc này Hyoroemon lại mất tích và nhờ Guri thay thế, đội Akita Oreon đang dẫn trước 1 điểm. |                |               |
| 19 | —              | 9784091408952 |
| Kuroemon đã phải dùng đến cú đánh sở trường một chân nhưng thất bại. Đội Akita Oreon ghi thêm 1 điểm tuyệt đối gây khó khăn chút đỉnh cho đội Doras. Cuối cùng đội Doras thắng với tỉ số 3-2 nhờ công của Hiroshi. Trận đấu giữa Akane Flyer và Yamaokuyama đến hiệp 23 và Monta ghi điểm giành thắng lợi. Trận thứ tư tại giải đấu với đội Yamadera Bears đội Doras khốn đốn khi bị dẫn trước 5-0, nhưng Kuroemon lấy lại tinh thần và ghi 1 điểm tuyệt đối, đội Doras ghi thêm 2 điểm nữa rút ngắn tỉ số. Đội Doras tiếp tục gặp khó khăn khi đối phương tung ra quả bóng ma thuật. Thế nhưng Kuroemon thay Mikeemon vào vị trí của Hyoroemon... |                |               |
| 20 | —              | —             |
| Kuro nghĩ rằng Mike đánh bóng chậm chạp nên sẽ đánh được cú ném "bong bóng xà phòng" vì nếu đánh nhanh sẽ khiến bóng trượt ra, thế nhưng nhờ phụ Hyoro ở quán cá mà Mike đã tiến bộ hơn khiến kế hoạch thất bại, nhưng cuối cùng Mike vẫn đánh trúng. Sau đó, Kuro dùng cú đánh "Củ cải chém trăng khuyết" ghi điểm cho đội, Poroemon và Ponemon cố gắng đuổi theo, tưởng chừng như sắp bắt được thì một bóng đen bí ẩn la lên khiến họ mất tập trung và làm rớt bóng. Đội Doras thắng với tỉ số 6-5. Lọt vào 8 đội vòng bảng, Arakawa Whiters vs Binh đoàn người sắt, Chùa Yamaokuyama vs Dotonbori, Edogawa Boros vs Cậu bé quả đào Kibi và Doras vs đội bí ẩn. Trong lúc di chuyển, tàu đội Doras bị Dora Nosuke(HLV đội dự bị cũ) nhốt vào một lồng kính ngăn đội thi đấu với đội dự bị(là đội bí ẩn và cũng có tên là Great Đoras). Sau 20 phút, đội Doras bị loại, nhưng Kuro vẫn tới đấu với dự bị. Bị đội Great Doras coi thường và nghe thầy King bị Nosuke hạ nhục, Kuro nung nấu quyết tâm chiến thắng. Trận đấu bắt đầu, thầy King làm trọng tài, nhưng thế trận áp đảo, đội Great Doras đang có lợi thế trước, và Bubuta đã đánh trúng cú ném của Hiroshi... Phần ngoại truyện là về Shiro và Kuro lạc trên hoang đảo và về đội Doras trong tương lai thế kỉ 23 |                |               |
| 21 | —              | —             |
| Sau đó, lần lượt các cầu thủ trong Great Doras đều đánh trúng bóng, trận chiến đang quyết liệt thì Monta từ đâu nhảy vào đánh Kuro một cái và tham chiến. Monta thay vị trí cho Hiroshi và thi đấu rất tốt, đúng lúc đó, Hyoro trở về, nhảy vào đấm Monta, sau đó ngồi ở ngoài xem, không tham chiến. Tới lượt Kuro đánh bóng, Hyoro đã dùng bảo bối giúp Kuro đánh trúng bóng, nhưng Bubuta đã dùng "Hồ câu trong phòng" để bắt bóng ngoài sân. Các trọng tài tranh cãi và quyết định cú Homerun không được tính đội Doras cãi vã, bất bình. Chính lúc đó, Kuro nhận ra rằng đội mình đã thay đổi, không phải chỉ để chơi cho vui mà lại đặt thắng thua lên đầu. Kuro cười, và kêu mọi người trở về vị trí, cậu cũng kêu Monta trở về đội, không cần đấu ở đội Doras nữa. Kuro đứng vào vị trí ném bóng và làm rất tốt. Shiro cũng tới xem trận đấu của Kuro sau khi thắng trận.Đội Doras chiến đấu càng lúc càng hay và liên tiếp đánh trúng bóng. Cuối trận, Bubuta không làm theo lời Nosuke nữa mà tự mình ném bóng, nói rằng mình muốn chơi một cách vui vẻ. Cuối cùng, đội Đorê thắng với tỉ số 4-3, Nosuke bỏ đi, cả hai đội bắt tay nhau vui vẻ. Trận chung kết giữa Monta và Shiro đã đến, bằng ba cú ném thẳng siêu tốc của mình, Shiro đã đánh bại Monta và thắng với tỉ số 1-0, Arakawa Whiters vô địch giải đấu. Phần ngoại truyện nói về các công đoạn vẽ truyện của tác giả                                  |                |               |
| 22 | —              | —             |
| Shiro vô địch giải đấu, tặng sân bóng cho đội chùa Yamaokuyama. Sau đó, King thông báo sẽ tổ chức trận đấu giữa hai đội tập hợp toàn các cầu thủ xuất sắc trong giải đấu này sau một tuần nữa. Một đội của King và một đội của Mister Shigeo(mặt trời của làng bóng chày),Kuro, Hyoro thuộc đội của Mister, Hiroshi,Suzu,Aimond, Monta, Shiroemon thuộc đội của King. Một tuần sau, trận đấu bắt đầu, Hiroshi ném bóng đầu tiên và ném rất tệ, tới lượt Kuro, nhờ lời động viên, Hiroshi lấy lại được phong độ, sau 30 cú ném cả hai vẫn chưa ngã ngũ, Kuro đánh hụt quả bóng cuối cùng do cây gây bị vỡ nát. Đội King dẫn trước 2-1. Monta ném bóng cho Kuro, Kuro đã hóa giải được cú ném siêu tốc của Monta, Monta bắt đầu nhớ lại quá khư 5 năm về trước(Kỉ niệm với Benke) và quyết tâm đánh bại Kuro trong đợt ném tới... Phần ngoại truyện là về việc xuất bản Doraemon bóng chày ở các nước, trong đó có Việt Nam |                |               |
| 23 | —              | —             |
| Monta tung ra cú ném nhanh nhất Nhật Bản có tốc độ đạt đến 180km/h và Kuro đã đánh một quả homerun cú ném ấy làm cho đội Mister lại lên tinh thần với tỉ số 2 đều,đội Mister lại thay Amoll ra sân. Sau nhiều lượt đánh của cả hai đội thì cuối cùng đội King đã cho Shiro tham gia trận đấu.Lượt đấu của Kuro và Shiro đã đến nhưng Kuro vẫn chưa đánh trúng được quả bóng World của Shiro,thế là Kuro đã hẹn đối thủ của mình đấu lại trận quyết định giữa đội Doras và đội Whiters vào 1 tháng sau. Sau khi trở về Kuro vẫn chưa ngộ ra được cách đánh quả bóng World thì bỗng nhiên Drump,Amoll,Pokoemon đến ném bóng một lượt để Kuro có thể suy nghĩ ra được cách đánh quả bóng phân thân World.Ba tháng sau đã đến,đội Whiters thi đấu rất tốt và dẫn trước 1-0. Lúc ấy Kuro đã bỏ mất nhiều lượt đánh để quan sát quả bóng World.Cuối cùng Kuro đã đánh homerun quả bóng World lừng danh của Shiro và đội Doras đã thắng với tỉ số 3-1. |                |               |